# Restrepia antennifera
Restrepia antennifera Kunth (1816) es una especie de orquídeas de la familia de las Orchidaceae.

## Hábitat
Se encuentran en Venezuela, Colombia y Ecuador en elevaciones de 2000 a 3100 m s. n. m.

## Descripción
Este es la especie para el género.
Es una planta de pequeño a mediano tamaño que prefiere el clima  fresco a frío en aumento, es epífita con tallos erguidos envueltos basales con 3 o 4 manchas púrpura, revestimiento de brácteas y  una sola hoja apical, erecta, oval o elíptica, obtusa o redondeada, coriácea que florece en la primavera con 1 a 4 inflorescencias axilares de 3 a 8 cm de largo con una única flor. 

## Nombre común
- Español: Restrepia de antena

## Sinonimia
- Pleurothallis ospinae R.E.Schult. 1957;
- Restrepia antennifera subsp. hemsleyana (Schltr.) H. Mohr 1996;
- Restrepia antennifera subsp. klabochorum H.Mohr 1994;
- Restrepia hemsleyana Schltr. 1920;[1]